# Lagenodelphis hosei
Genre
Espèce
Statut de conservation UICN

 LC  : Préoccupation mineure
Statut CITES
Lagenodelphis hosei, Dauphin de Fraser ou Dauphin de Bornéo est une espèce de dauphins de la famille des Delphinidae présente dans les eaux profondes de l'hémisphère Sud. C'est la seule espèce du genre Lagenodelphis.

## Description
Le dauphin de Fraser n'est décrit que depuis 1956 et n'est observé que depuis les années 1970 car il vit au large et évite les bateaux.
Ce dauphin, adulte, mesure en moyenne 2,30 m mais peut atteindre  2,7 m pour un poids variant de 120 à  200 kg. Le nouveau-né mesure environ  1 m et pèse  20 kg.

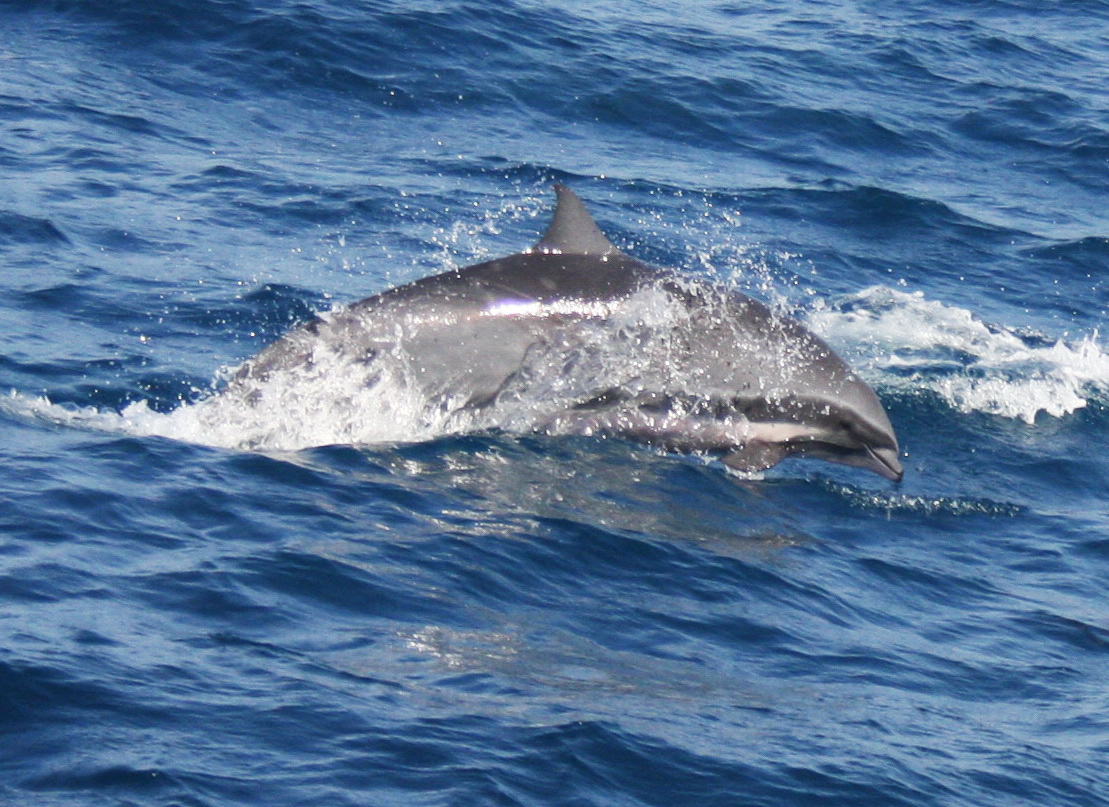
Mâle
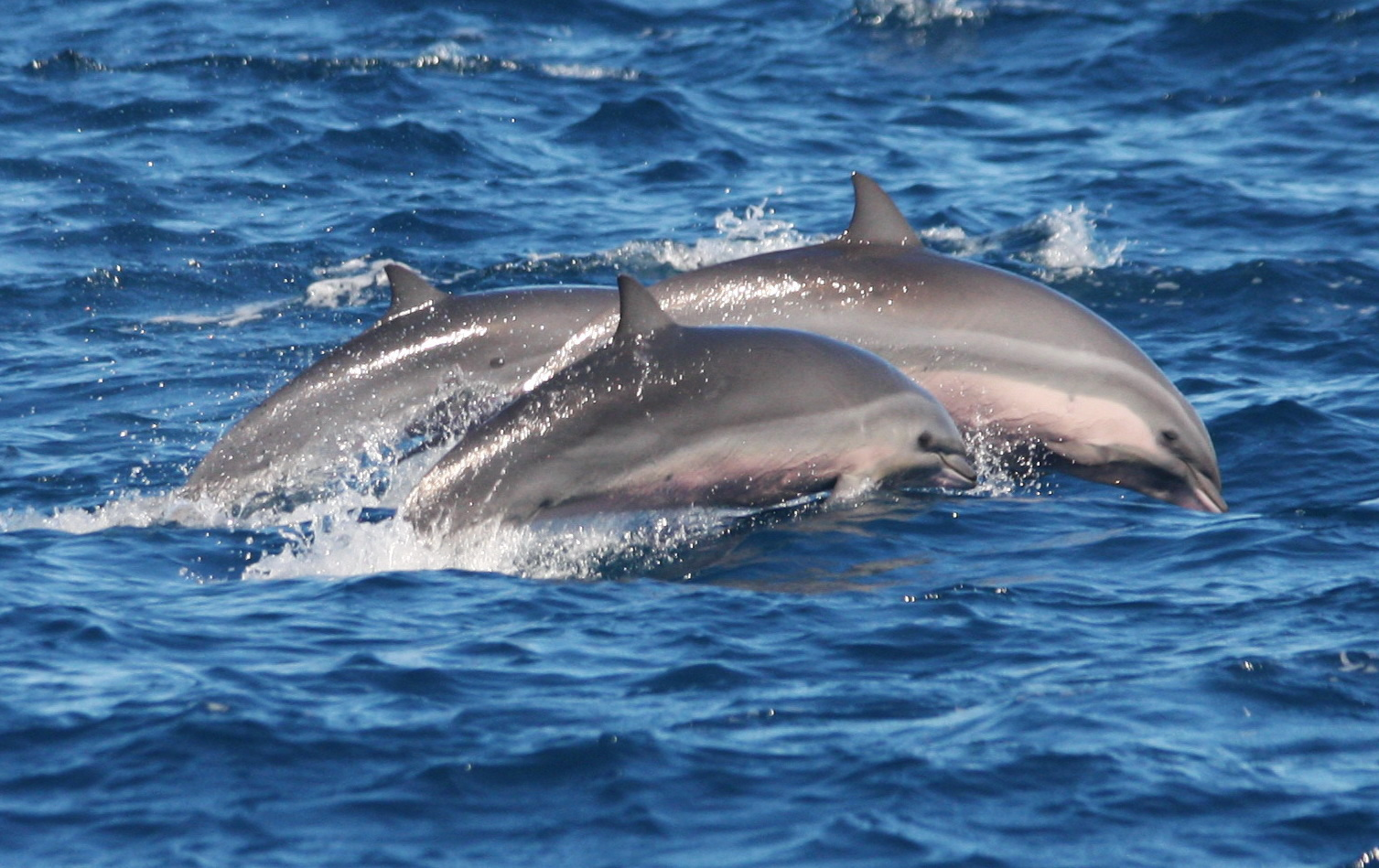
Femelle et petits

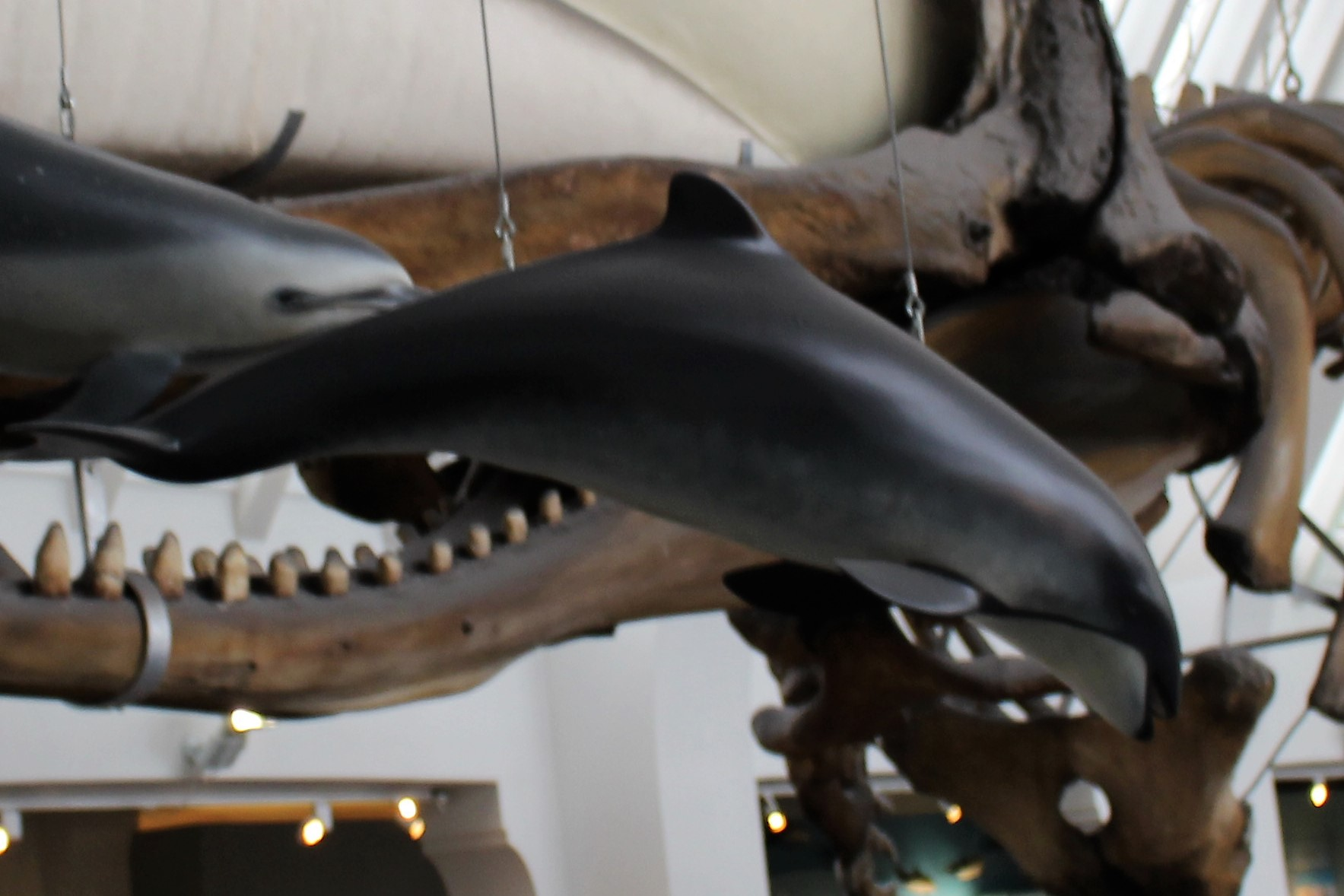
Dauphin de Bornéo, Musée d'histoire naturelle de Londres

De manière générale, la morphologie de cet animal est définie par un corps fusiforme, robuste, un rostre très court, et des nageoires pectorales et caudales relativement petites. On compte de 38 à 44 paires de dents sur chaque mâchoire. De manière générale la robe est de couleur grise sur le dos alors que la face ventrale est plutôt crème et rosée. Les nageoires pectorales sont noires. Il existe une différence morphologique entre les mâles et les femelles, la nageoire dorsale des premiers est droite et triangulaire, celle des secondes est falciforme. On note chez les adultes une bande noire de la bouche à l’anus (attention de ne pas les confondre avec des dauphins bleus et blancs). 
Ce dauphin est sans doute capable de plonger à plus de 600 mètres de profondeur, voire parfois autour de 1 000 mètres, pour se nourrir de poissons, de crustacés et de calmars.
Les dauphins de Fraser se déplacent en groupe de 100 à 500 individus qui nagent de façon très synchronisée, et souvent associé au dauphin d’Electre.

Sa population est estimée à plus de 300 000 individus. Elle est stable et ne semble pas menacée, ni par la chasse au harpon pratiquée en Indonésie, aux Philippines, au Sri Lanka et au Japon, ni par les prises accidentelles dans les filets.

## Répartition
Espèce pantropicale entre 40° de latitude nord et 40° de latitude sud. Fréquente dans la mer des Philippines, elle a aussi été observée dans le Pacifique tropical, le long de l'équateur et aux Antilles .

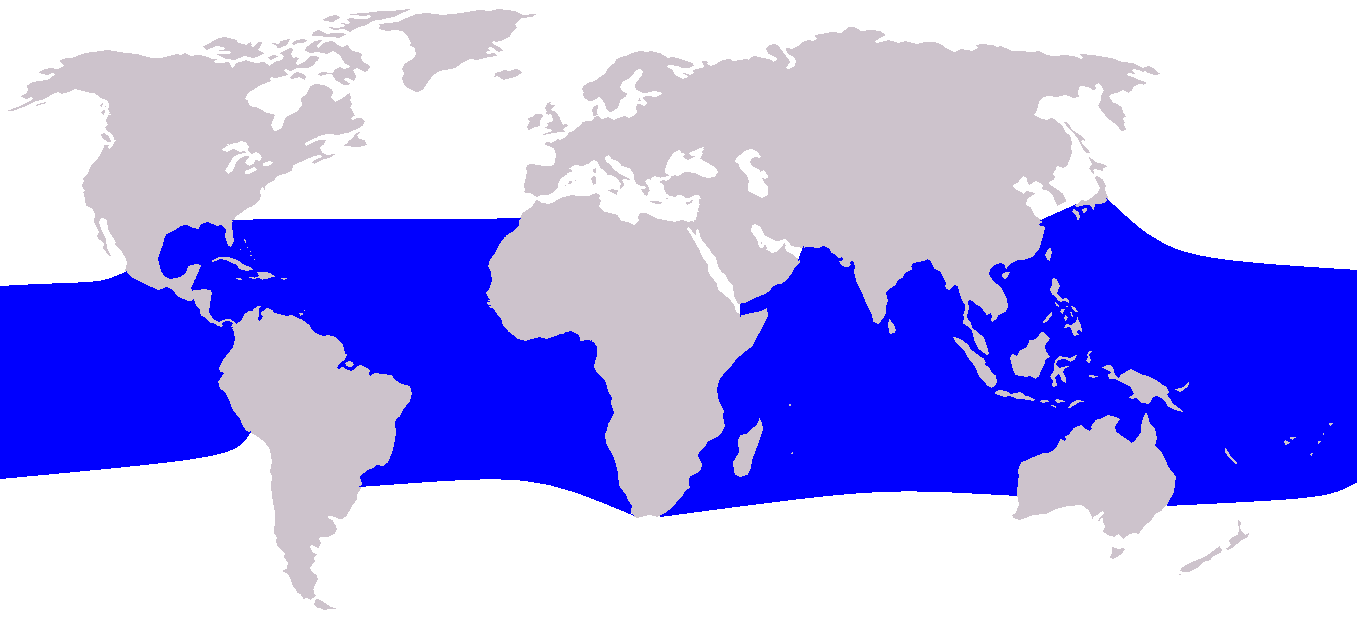
Répartition de l'espèce sur le globe.